# Fundación Ardoi
Fundación Ardoi, voluit Fundación Navarra Baloncesto Ardoi, het damesteam Osés Construcción Ardoi, het herenteam MegaCalzado Ardoi om sponsorredenen, is een Navarrese basketbalclub gevestigd in de gemeente Zizur Mayor. Het damesteam promoveerde in 2024 naar de hoogste klasse, de Liga Femenina de Baloncesto de España. De heren spelen in de Spaanse vijfde klasse, de Primera División Nacional de Baloncesto.

## Geschiedenis
De club werd opgericht door José Mari Pombo in 1988 en vanaf 1998 verder uitgebouwd door Iosu Janices. Van de oorspronkelijke twee jeugdteams groeide de club uit tot de huidige vorm met dertig verschillende teams binnen de club, dames en heren, jongens en meisjes. In 2007 ontgroeit de club de gemeentelijke controle en gaat het bestuur over naar een onafhankelijke stichting. José Luis Oreja neemt het voorzitterschap op in 2022.
Het stadion is de Polideportivo Municipal Zizur Mayor, de gemeentelijke sporthal.

## Evolutie
damesteam
- -2018: Primera Nacional Femenina de baloncesto
- 2018-2021: Liga Femenina 2 de baloncesto
- 2021-2024: Liga Femenina Challenge de baloncesto
- 2024- : Liga Femenina de Baloncesto de España (Liga Femenina Endesa)